# Triplectides gonetalus
Triplectides gonetalus är en nattsländeart som beskrevs av Morse och Arturs Neboiss 1982. Triplectides gonetalus ingår i släktet Triplectides och familjen långhornssländor. Inga underarter finns listade i Catalogue of Life.